# N,N'-dimetilpropilenourea
El N,N'-dimetilpropilenourea ("DMPU") es un compuesto orgánico, formado por una urea cíclica con dos grupos metilo unidos a los nitrógenos. Es un disolvente polar aprótico utilizado como sustituto de HMPA ( Hexametilfosforamida) puesto que tiene menor toxicidad.

## Propiedades
Este disolvente polar aprotico tiene una alta permitividad (ε = 36.1),un momento dipolar de 4,23 D y presenta un amplio rango de temperatura dónde se encuentra en fase líquida (249.4-519.7K).

## Usos y aplicaciones
El DMPU se utiliza como disolvente en la síntesis de productos farmacéuticos y agroquímicos. También se encuentra presente en la industria electrónica.
Recientes estudios indican la posibilidad de usar este disolvente para la formación de complejos metálicos con distintos haluros, gracias a sus buenas propiedades para estabilizar el metal y el ligando solvatados, aunque también hay que tener en cuenta las características y propiedades de ambos.

## Síntesis
El DMPU es un alquil derivado de la urea. El compuesto más conocido de esta familia es el TMU (N,N,N',N'-tetrametilurea), utilizado en la desnaturalización de proteínas. 
En su modificación, la cadena alifática se cierra formando un anillo que da derivados de la urea como el DMEU ( N,N'-dimetiletileneurea) y el DMPU.

## Información de seguridad de acuerdo a GSH

### Riesgos
- H302: Nocivo en caso de ingestión.
- H318: Provoca lesiones oculares graves.
- H361f: Se sospecha que perjudica a la fertilidad.

### Precaución
- P280: Llevar guantes/ prendas/ gafas/ máscara de protección.
- P281: Utilizar el equipo de protección individual obligatorio.
- P305 + P351 + P338: EN CASO DE CONTACTO CON LOS OJOS: Enjuagar con agua cuidadosamente durante varios minutos. Quitar las lentes de contacto cuando estén presentes y pueda hacerse con facilidad. Proseguir con el lavado.
- P313: Consultar a un médico.

### Clase de almacenamiento
- 10 - 13 Otros líquidos y sustancias sólidas.

## Información de seguridad

### Frase R
- R 22-41-62 Nocivo por ingestión.Riesgo de lesiones oculares graves.Posible riesgo de perjudicar la fertilidad.

### Frase S
- S 26-36/37/39 En caso de contacto con los ojos, lávense inmediata y abundantemente con agua y acúdase a un médico.Úsense indumentaria y guantes adecuados y protección para los ojos/la cara.

### Características de peligrosidad
Nocivo, irritante, tóxico para la reproducción. 